# Labris

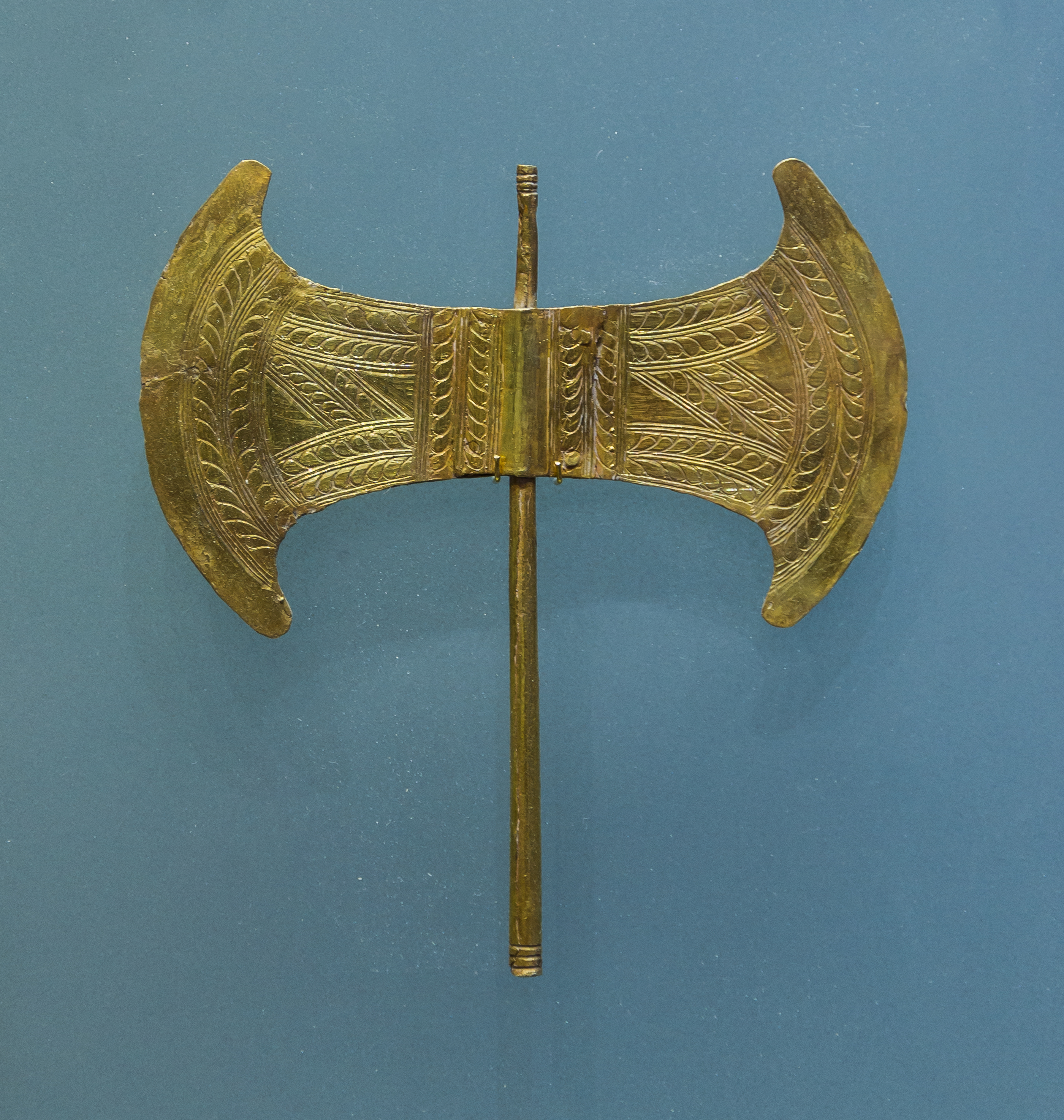
Joia votiva representant un labris. (Trobada a la cova d'Archalokori. 1700-1450 aC).

La labris és una destral de guerra de doble tall coneguda pels antics grecs com a pelekys (πέλεκυς) o sàgaris i bipennis pels romans.
L'ús per part dels grecs no és el primer del qual se'n té constància, ja que en els períodes paleolític i Neolític ja es troben representacions d'aquesta destral, sovint associades al culte de Nerthus i a divinitats tel·lúriques que pertanyien a cultures més primitives. El simbolisme del labris mostra una continuïtat en la religió, mitologia i art de les civilitzacions minoica, tràcia, grega i romana d'Orient, el qual es remunta a fa més de tres mil anys. La labris també apareix en el simbolisme religiós i la mitologia africanes (vegeu Shango).
En l'actualitat, la labris s'usa sovint com a símbol associat al poder femení i matriarcal i, més recentment, també s'usa com a símbol del lesbianisme. Tanmateix, també fou emprada com a símbol del feixisme grec.

## Etimologia
La primera aparició del mot labris de la qual se'n té constància és la de l'OED del Journal of Hellenic Studies [Sembla lògic interpretar els noms de santuaris caris com ara Labranda en el sentit més literal com a l'indret de la sagrada labris, que era el nom lidi (o cari) per a la πέλεκυς, pelekys o destral de doble fil.] i a la pàgina 109 d'aquesta mateixa publicació diu «On Carian coins indeed of quite late date the labrys, set up on its long pillar-like handle, with two dependent fillets, has much the appearance of a cult image.» [En efecte, a les monedes càries molt antigues, la labris, la qual se sosté per un mànec molt semblant a un pilar, s'assembla molt a una icona].
El mot labris, d'origen no grec, apareix per primera vegada esmentada per Plutarc com a paraula de la llengua lídia per a designar "destral".
Hèracles, un cop derrotà a Hipòlita i va haver pres la seva destral amb la resta de les seves armes, la hi donà a Onfàlia. Els reis de Lídia que la succeïren dugueren aquesta destral com un dels símbols de la seva potestat, i es va transmetre de pares a fills fins a Candaules. Ell, emperò, la menyspreà i la cedí als seus companys d'armes. Quan Giges protagonitzà un alçament i feu la guerra contra Candaules, Arselis acudí amb les seves tropes des de Milasa per ajudar a Giges, matà a Candaules i al seu company, i se'n dugué la destral a Cària juntament amb la resta de l'espoli, on la col·locà a la mà d'un estàtua de Zeus, i anomenà al déu «Labrandeos», nom que evoca al mot labris, destral en llengua lídia.
Els estudis arqueològics indiquen que el culte a Zeus Labrandeos de Labranda podria ser molt més antic del que Plutarc s'havia imaginat. Tal com passà amb laberint, el seu cognat aparent, la paraula s'introduí a la llengua grega com un manlleu, de tal manera que ni l'etimologia i ni tan sols la llengua de la qual prové ens són coneguts amb certesa. El manlleu laberint era usat en grec, però la designació «la casa de la doble destral» per al palau de Cnossos és una invenció moderna.

## Civilització minoica

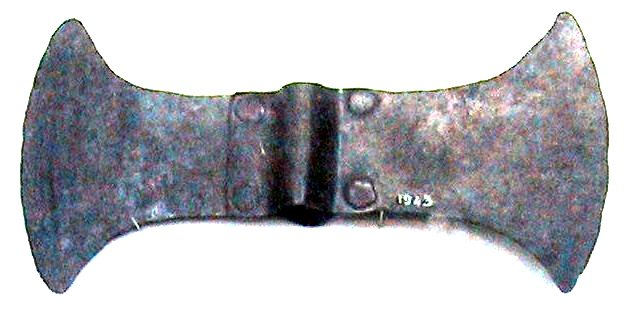
Destral de bronze de les tombes de Messara

La paraula i el símbol s'associen normalment als registres històrics de la civilització minoica, que arribà al seu apogeu durant el mil·lenni II aC. S'han trobat labris més alts que un home i que podrien haver sigut utilitzades en els sacrificis, les ofrenes del qual haurien sigut toros. Segons alguns dels descobriments arqueològics fets a Creta, aquesta mena de destrals de doble fil eren utilitzades per sacerdotesses minoiques per a usos cerimonials: de tots els símbols religiosos de la civilització minoica, la destral era el més sagrat, per la qual cosa la possessió d'una d'aquestes destrals par part d'una dona ens dona una idea de la seva importància en la cultura minoica.
A l'Orient Mitjà i en altres zones de la regió, les divinitats masculines ben sovint branden aquesta mena de destrals i semblen ser símbols del tro, mentre a Creta les divinitats masculines mai no branden aquesta mena de destrals, sinó les deesses i les sacerdotesses.
El toro simbolitza a Zeus i, en efecte, la labris s'associa a un símbol arcaic de la divinitat del llamp: així doncs, Zeus i altres divinitats es representen com a déus del tro que sostenen les seves armes i apareixen en moltes icones de la mitologia indoeuropea. Exemples d'això són el dúe germànic Thor, el qual branda el martell Mjöllnir per llançar el tro i el llamp sobre la terra, o Indra, el qual fa servir el Vajra, la seva arma favorita. De manera similar, Zeus llança el Kervanos per dur la tempesta i la labris o pelekys és la destral de doble fil que fa servir per a invocar-la.
Segons Christian Blinkenberg «moltes proves assenyalen que la doble destral és una representació del llamp (...). El culte es mantingué a l'illa grega de Tenedos i en moltes ciutats del sud-oest de l'antiga Àsia Menor hel·lènica, i apareix el culte al déu del tro a l'Àsia menor (Zeus Labrandeos) en èpoques històriques posteriors. El relleu d'un segell de pedra representa una destral de doble fil al costat d'una ziga-zaga que simbolitza la resplandor del llamp». [Extret de: The thunder weapon in religion and folklore; a study in comparative archaeology (L'arma del tro en la religió i folclore: estudi d'arqueologia comparada), 1911: 19.]. Aconseguir el control d'un fenomen natural tan inquietant com el llamp sempre ha sigut raó de pes per intentar guanyar-se els favors d'una divinitat.
Robert Graves l'interpreta com un símbol de la lluna, amb els dos fils corbats representant les fases creixent i minvant a ambdues cares de la lluna plena.

## Antiga Grècia
En el context del mite grec clàssic de Teseu, el laberint de la mitologia grega s'associa freqüentment al palau minoic de Cnossos (labyrinthos -micènic *daburinthos- es troba, probablement, relacionat amb la paraula labris.), i té una llarga tradició que es remunta abans que qualsevol text escrit n'aclareixi les tradicions.
De vegades apareix a les pintures de les àmfores gregues una labris en escenes de sacrificis d'animals, especialment com a arma per a sacrificar toros.
A «L'àmfora de Perseu» que es troba a Berlín (F1704; 570-560 aC aprox.), Hefest obre el cap de Zeus per alliberar a Atenea, la mare embarassada la qual Zeus havia engolit per evitar que el seu fill el destronés. Damunt de l'espatlla d'Hefest es pot veure l'instrument emprat: una destral de doble fil, la qual cosa té un simbolisme important, ja que l'eina d'Hefest sol ser el martell de dos caps. El fet que Zeus engolís a una deessa simbolitzava l'abandonament progressiu de les creences religioses tradicionals, amb la simbologia del destronament de la dea Metis, però alhora permet a Atenea, la seva filla, «néixer» de Zeus, ja que el seu culte era tan persuasiu i estès que no es podia suprimir. Aquesta és, probablement, la raó per la qual la labris es va representar com a l'instrument emprat per Hefest (que, molt abans, havia estat casat amb la deessa de la terra) per alliberar a Atenea.
A les monedes gregues del període clàssic, com ara les de Pixodauros, es pot veure una figura del Zeus venerat a Labranda, a Cària, a qui els numismàtics anomenen Zeus Labrandeos, amb un ceptre alt amb una flor de lotus a la mà esquerra i la destral de doble fil damunt de l'espatlla dreta.
La destral de doble fil també apareix a l'art traci, i al fresc del kurgan d'Aleksandrovo (vegeu hipòtesi dels kurgans), en el qual és brandada, segurament, per Zalmoxis.

## Cultura popular contemporània
Durant el Règim del 4 d'Agost (1936-1941), l'associació feixista grega Organització Nacional de Joventuts (EON, Ethniki Organosi Neolaias) va emprar la labris com a símbol fonamental, ja que el líder del règim, Ioannis Metaxàs, la considerava el primer símbol de totes les civilitzacions hel·lèniques. en l'actualitat també és utilitzada pels seguidors del black metal de Grècia com a símbol del paganisme grec. D'altra banda, també és utilitzada per associacions per a la preservació del folclore de Creta tant a Grècia com en altres països, de vegades rebent el nom alternatiu de lavrys. A la Grècia contemporània, la labris és també utilitzada pels neopagans grecs com un del símbols arcaics de Zeus, el déu del tro i la divinitat més important dels 12 déus olímpics. Aquest símbol també és utilitzat per pagans seguidors del black metal grec i es pot adquirir a qualsevol tenda especialitzada en heavy metal o a molts mercats d'encants de Grècia.